# Anogcodes
Anogcodes es un género de coleópteros de la familia Oedemeridae de corología paleártica. Se conocen 16 especies distribuidas en la región Paleártica, desde la península ibérica y norte de África hasta China y Japón.

## Características
Las especies del género Anogcodes se caracterizan por las mandíbulas bífidas en el ápice, ojos globosos, antenas de los machos con 12 artejos y con 11 en la hembra; pronoto casi cuadrado, élitros con tres costillas longitudinales, tibias anteriores con una sola espina terminal; patas de los machos provistas de engrosamientos y/o ganchos, que faltan en las hembras; uñas tarsales no dentadas. Su tamaño oscila entre 7 y 15 mm; su color puede ser metalizado (verde, dorado, cobrizo), amarillo, marrón o negro y casi siempre existe dicroísmo sexual (machos y hembras son de distinto color).

## Biología y ecología
Las especies del género Anogcodes tienen actividad diurna, son florícolas y se alimentan de polen y néctar; para ello, vuelan de flor en flor en las horas centrales del día. Son especies higrófilas que habitan cerca de los cursos de agua, lagunas, etc. Las larvas son saproxílicas, desarrollándose en madera descompuesta y contribuyendo a su reciclaje.

## Especies
El género Anogcodes contiene 16 especies:
- Anogcodes caucasicus. Cáucaso.
- Anogcodes coarctatus. De Europa oriental hasta Japón.
- Anogcodes davidis. China.
- Anogcodes difformis. Anatolia, Próximo Oriente y Cáucaso.
- Anogcodes flaviceps. Marruecos.
- Anogcodes fulvicollis. Europa centro-meridional.
- Anogcodes geniculatus. Anatolia.

- Anogcodes melanurus. Europa y Anatolia hasta Siberia central.
- Anogcodes ruficollis. Desde Italia hasta el Cáucaso.

- Anogcodes rufiventris. Europa y Anatolia.
- Anogcodes paradoxus. Anatolia, Cáucaso e Irán.
- Anogcodes schatzmayri. Península ibérica y Francia.
- Anogcodes seladonius. Europa meridional y Anatolia.
- Anogcodes stenoderus. Argelia.
- Anogcodes ustulatus. Europa centro-oriental hasta Siberia central.
- Anogcodes wartmanni. Península ibérica y Magreb.